# 光風寮

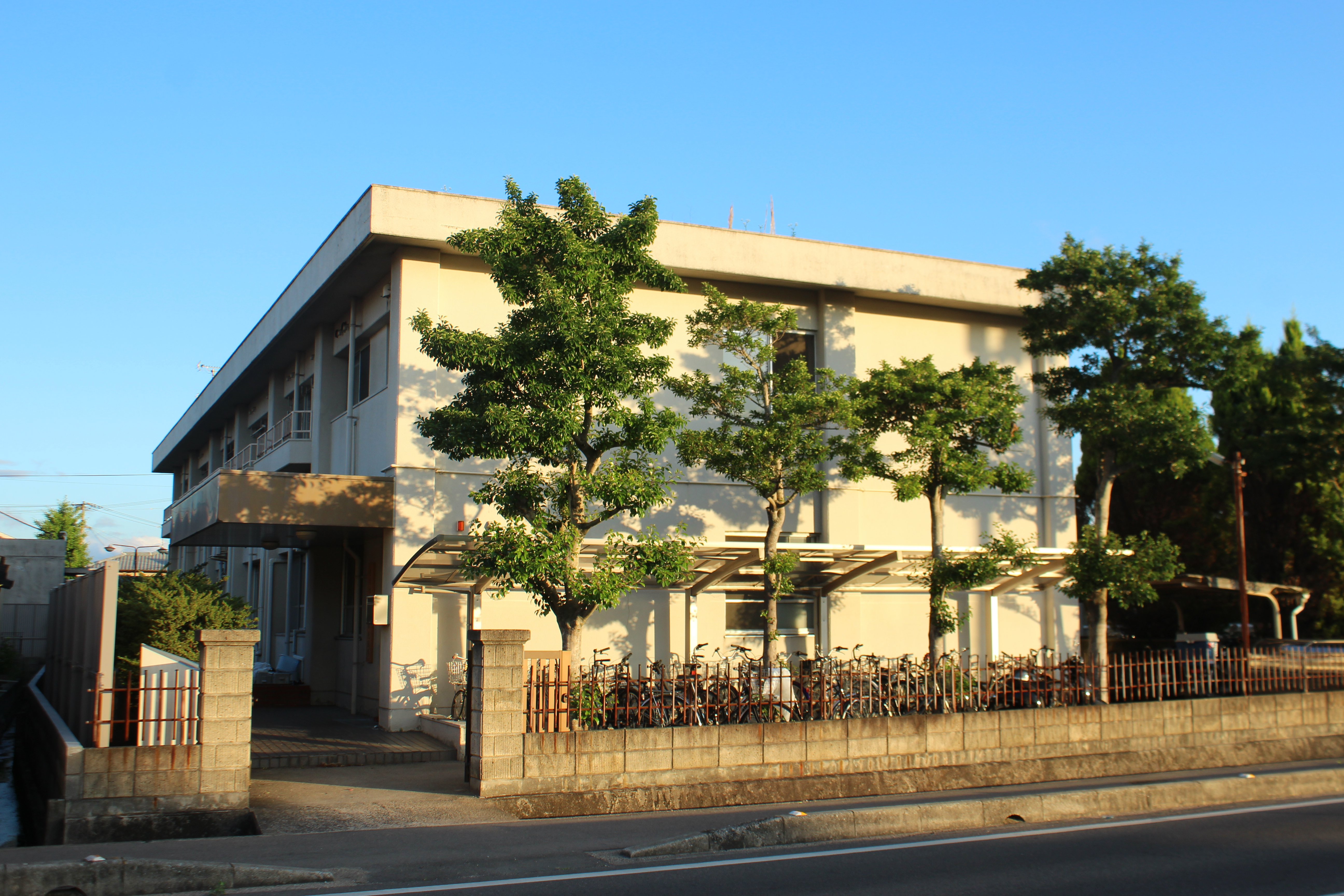
香川大学光風寮

香川大学 光風寮（かがわだいがく こうふうりょう）は、香川大学三木農学部キャンパスから北西約300ｍの場所に位置する学生寄宿舎である。鉄筋2階建で定員は30人。寮費は1か月9000円であり、その内訳は寄宿費4300円・光熱水費4700円となっている。
香川大学には光風寮のほかに屋島寮（男子寮）、若草寮（女子寮）があり、いずれも全学部の学生が入居資格者であるのに対し、光風寮は農学部の男子学生のみが入居資格者となっている。自治寮であるため公共料金の支払いや郵便物の受け取り等は寮生らが自ら行っているが、入寮選考は農学部学務係が行っている。